# Pentaria arabica
Pentaria arabica es una especie de coleóptero de la familia Scraptiidae.

## Distribución geográfica
Habita en Arabia Saudita.